# 구원론
구원론(救援論, 영어: soteriology)은 구원에 대한 여러 종교의 교리를 연구하는 학문이다.

## 기독교의 구원론
그리스도를 구세주로 믿음으로서 구원이 약속된다는 것은 기독교의 공통적인 교리이나, 확실한 구원에 대해서는 교파별로 다른 해석을 보이고 있다. 구원론에서 다루는 주제들은 성령의 일반적 사역, 소명과 중생, 회심, 신앙, 칭의, 성화, 성도의 견인 등이다.
- 성경의 진리에 따르면 형상을 초월하시는 전능의 하나님께서 존재하시고 그분의 친아들 주 예수 그리스도로 인하여 모든 성도는 구원받으며 그 확정적 각 성도의 구원은 성령님의 역사하심을 통한 새로 태어남으로써 이루어지고 심판 날에 하나님께서는 인과에 따라 각 사람의 언행대로 갚아주신다. 그러므로 이 핵심적인 네 가지의 교리가운데에서 각 성도의 구원에 가장 중요한 것은 거듭남이며 거듭난 자는 이제 성령님으로 인해서 영혼이 거듭났기 때문에 성령님의 인도하심과 제어하심에 따라 하나님의 뜻대로 살며 하나님 앞에서 본질적인 범죄 즉 자신의사욕에 따른 범죄를 저지르지 않게 된다. 그리고 열매를 보면 나무를 아는 것처럼 거듭난 성도는 바람이 부는 것처럼 알 수 있다. 즉 행위와 믿음은 열매와 나무의 관계인데 거듭나지 못한 성도는 자신의 원죄에 따라 행위를 강조하거나 믿음을 강조함으로써 자신의 사욕을 따라 범죄를 옹호하게 되는 것이다. 그러나 성경의 진리는 한결같이 거듭남의 진리를 선포하고 있다. 주님을 3번 부인했다가 다시 태어남으로써 구원받은 베드로를 포함한 12사도와 이방인의 사도 바울로의 예를 보라. 성경은 영원불변하는 진리이자 하나님의 말씀이므로 굳건한 반석이며 단지 성령님의 인도하심에 의하여 진리를 깨닫게 된다.

- 로마 가톨릭교회에서는 구원의 권한이 전적으로 하느님에게 달려있기 때문에 확실한 구원의 여부는 하느님만이 판단한다고 가르친다. 대신 그리스도의 십자가 수난을 믿고, 하느님과 자신을 단절시키는 죄로부터 자유로울 수 있도록 믿음과 실천적 행위 양면에서 많은 노력을 해야 한다고 가르친다. 다만 이것은 선행과 믿음을 동일한 구원조건으로 보는 행위구원론이 아니라 구원에 이르는 하느님의 은총을 받고 보존하기 위한 실천적 노력을 의미하는 것이다. 또한 '행함이 없는 믿음은 죽은 믿음'이라는 야고보서의 구절에 기초하여 '선행은 본질적으로 올바른 믿음에 포함된다.'라는 일원론적인 입장을 보여준다.

- 칼뱅주의를 따르는 개신교 종파에서는 구원의 여부가 예정되어 있다는 장 칼뱅의 이중예정설을 바탕으로 하고, 로마서에서 사도 파울로스가 주장한 바를 근거로 삼아 이신칭의론을 주장한다. 개신교에서는 이신칭의론에 따라 별도의 행위 없이 그리스도가 십자가에서 사람들을 위해 못박혀 죽음을 믿음으로서 모든 죄가 용서되었으며, 어떠한 형태로든 드러나는 행위는 구원에 영향을 주지 못한다고 가르친다.

## 같이 보기
- 비교종교학
- 구원